# هانا هرتلندی
هانا هرتلندی (مجاری: Hanna Hertelendy; ۵ اکتبر ۱۹۱۹ – ۱۵ مهٔ ۲۰۰۸) بازیگر مجاری-آمریکایی بود. از فیلم‌ها یا برنامه‌های تلویزیونی که وی در آن نقش داشته‌است می‌توان به بچه رزماری، هارلو، حضور، دختری از پترووکا و پنج دقیقه برای زنده ماندن اشاره کرد.